# Volga GAZ-3110
GAZ-3110 a fost un vehicul produs de GAZ în perioada 1996-2011. Aproximativ 128.000 de unități ale vehiculului au fost vândute în întreaga lume și acest lucru s-a întâmplat deoarece avea o calitate de construcție mai bună decât predecesorul său. Vehiculul a înlocuit GAZ-31029. Vehiculul a fost extrem de exportat în Mexic și aproximativ 35.000 de unități au fost vândute acolo. Vehiculul a fost în cele din urmă înlocuit de Volga GAZ-31105, care a fost mai popular decât predecesorul său. Vehiculul a folosit motoare produse de Ford, deci au fost mai fiabile decât alte motoare, în primele câteva luni de la lansare, aproximativ 5.000 de unități au fost vândute în întreaga lume.
Primele prototipuri ale vehiculului au fost realizate în 1989 și au fost programate să fie lansate în 1993, cu toate acestea, aceste planuri nu au fost îndeplinite, deoarece GAZ comercializa deja GAZ-3102, totuși, deoarece vânzările GAZ-3102 au început să scadă, au considerat că înlocuire. În 1995 au început asamblarea vehiculelor și, în cele din urmă, au lansat-o în 1996, vehiculul folosind motoare Ford, deoarece GAZ a observat că motivul pentru care GAZ-3102 și GAZ-31029 nu erau foarte populare a fost pentru că nu aveau o calitate foarte bună a construcției .
Vehiculul a fost în cele din urmă înlocuit cu Volga GAZ-31105, care a fost comercializat în principal ca o mașină de lux, dar a fost, de asemenea, disponibil publicului larg.

## linkuri externe
- "ГАЗ Волга 3110"